# Райки (Лосино-Петровський міський округ)
Ра́йки (рос. Райки) — присілок у складі Лосино-Петровського міського округу Московської області, Росія.
5 травня 2004 року до складу присілка включено ліквідоване селище Больниці МІД СРСР (102 особи станом на 2002 рік).

## Населення
Населення — 84 особи (2010; 161 у 2002).
Національний склад (станом на 2002 рік) присілка Райки:
- росіяни — 100 %

Національний склад (станом на 2002 рік) селище Больниці МІД СРСР:
- росіяни — 97 %